# Tweede Exloërmond
Tweede Exloërmond – miasto w Holandii, w prowincji Drenthe, w gminie Borger-Odoorn.